# Jerel Blassingame
Jerel Blassingame (ur. 12 września 1981 w Nowym Jorku) – amerykański koszykarz występujący na pozycji rozgrywającego.
W latach 2010–2011 oraz 2014-2017 grał w Polskiej Lidze Koszykówki, w Czarnych Słupsk oraz Asseco Prokomie Gdynia w latach 2011–2013. W 2012 został wybrany MVP finałów PLK.
W sezonie 2011/2012, podczas wygranego 88-67 spotkania z Zastalem Zielona Góra, ustanowił nadal aktualny rekord play-off PLK (odkąd wprowadzono oficjalne statystyki w sezonie 1998/99), notując 14 asyst. Podczas rozgrywek 2014/2015, w wygranym 77-74 spotkaniu z WKS Śląskiem Wrocław, wyrównał nadal aktualny rekord play-off PLK (od czasu wprowadzenia oficjalnych statystyk w sezonie 1998/99), zaliczając 9 strat.
8 stycznia 2017 rozwiązał umowę za porozumieniem stron z klubem Czarnych Słupsk. 23 stycznia podpisał kontrakt z ASP Promitheas Patras.
8 stycznia 2019 opuścił francuski Élan Béarnais.

## Osiągnięcia
Stan na 26 października 2018, na podstawie
, o ile nie zaznaczono inaczej.
NJCAA
- Mistrz stanu Kalifornia (2003)
- Finalista mistrzostw stanu Kalifornia (2002)
- MVP turnieju stanowego (2003)
- 2–krotnie wybierany do składu:
  - All-South Coast Conference (2002, 2003)
  - All-California State Tournament Team (2002, 2003)

NCAA
- Wybrany do:
  - I składu turnieju MWC (2004)
  - III składu konferencji Mountain West (2004)
- 2–krotny lider konferencji Mountain West w asystach (2004, 2005)[8][9]

Drużynowe
- Mistrz:
  - Polski (2012)[1]
  - ligi adriatyckiej (2014)
  - ligi chorwackiej (2013)
- Wicemistrz ligi chorwackiej (2014)
- Brązowy medalista PLK (2011, 2015, 2016[10])
- Zdobywca Pucharu Chorwacji (2013)
- Uczestnik rozgrywek:
  - Euroligi (2011/12, 2012/13)
  - Eurocup (2013/14)
  - ligi adriatyckiej (2013/14)

Indywidualne
- MVP:
  - finałów PLK (2012)[1]
  - miesiąca PLK (grudzień 2012)
- I skład PLK (2015)[11]
- I skład PLK według dziennikarzy (2016)[12]
- II piątka PLK według dziennikarzy (2011, 2012, 2015)[13]
- Lider w asystach ligi:
  - adriatyckiej (2014)
  - polskiej PLK (2015, 2016)[14]
  - VTB (2012)
  - chorwackiej (2013, 2014)
  - francuskiej (2018 – 7,18)[15]
- Uczestnik meczu gwiazd PLK (2011)

## Statystyki podczas występów w PLK
| Sezon     | Drużyna | M  | S5 | MPG  | FG% | 3P% | FT% | RPG | APG | SPG | BPG | PPG  |
| --------- | ------- | -- | -- | ---- | --- | --- | --- | --- | --- | --- | --- | ---- |
| 2010/2011 | Czarni  | 33 | 33 | 31,4 | 40% | 32% | 71% | 3,4 | 6,2 | 1,5 | 0,0 | 13,6 |
| 2011/2012 | Asseco  | 26 | 26 | 30,1 | 42% | 36% | 85% | 3,5 | 6,5 | 0,7 | 0,0 | 15,3 |
| 2012/2013 | Asseco  | 17 | 9  | 30,9 | 41% | 34% | 78% | 2,9 | 5,4 | 1,0 | 0,1 | 14,5 |